# Anacuerna centrolinea
Anacuerna centrolinea är en insektsart som först beskrevs av Melichar 1925.  Anacuerna centrolinea ingår i släktet Anacuerna och familjen dvärgstritar. Inga underarter finns listade i Catalogue of Life.